# Die Schlacht
Die Schlacht (franz.: La Bataille) ist ein preisgekrönter historischer Roman des französischen Schriftstellers Patrick Rambaud aus dem Jahr 1997 (deutsche Ausgabe: 2000). Er beschreibt aus französischer Sicht, sehr wirklichkeitsnah und weitgehend an den historischen Fakten orientiert, die Schlacht bei Aspern zwischen napoleonischen und österreichischen Truppen im Jahr 1809. Der Roman wurde unter anderem mit dem renommierten französischen Literaturpreis Prix Goncourt ausgezeichnet.

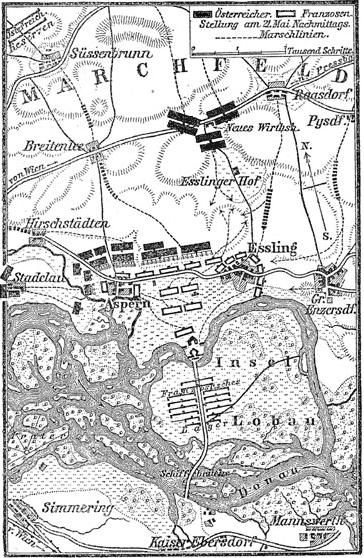
Karte vom Stand der Schlacht bei Aspern am 21. Mai 1809 nachmittags

## Historischer Hintergrund
Die Schlacht bei Aspern am 21. und 22. Mai 1809 war Teil der militärischen Auseinandersetzungen zwischen Frankreich sowie seinen Verbündeten mit Österreich im Fünften Koalitionskrieg. Nachdem die Truppen Napoléon Bonapartes am 13. Mai in Wien eingerückt waren, sollten sie die Donau überqueren, um am linken Flussufer weiter gegen die Armee des österreichischen Erzherzogs Karl vorzurücken.
Als Übergangspunkt wählte Napoléon eine Stelle etwa eine Meile unterhalb von Wien bei der Donauinsel Lobau. Den Franzosen gelang es zwar zunächst, dort am 20. Mai 1809 die Donau über Pontonbrücken mit einem Teil ihrer Armee zu überqueren und die beiden Orte Aspern und Eßling (heute Teile von Wien) zu besetzen. Den Österreichern gelang es aber mehrfach, diese Brücken zu zerstören, sodass die Truppen Napoléons von Nachschub und Verstärkung abgeschnitten waren. In den beiden folgenden Tagen kam es in Aspern und Eßling sowie auf der Ebene des Marchfeldes zu erbitterten und äußerst verlustreichen Kämpfen. Die französischen Truppen mussten sich schließlich wieder auf die Insel Lobau und die rechte Donauseite zurückziehen.
Die Schlacht bei Aspern und Eßling war mit mehr als 50.000 Verwundeten, Vermissten und Gefallenen eine der blutigsten der bisherigen Geschichte. Außerdem gilt sie als erste Niederlage Napoléons an Land. Der französische Kaiser konnte seine Schlappe aber bereits mit seinem Sieg in der Schlacht bei Wagram am 5. und 6. Juli 1809 wieder wettmachen, die für beide Seiten noch verlustreicher war. Dieser Sieg Napoléons führte am 14. Oktober 1809 zum Friedensvertrag von Schönbrunn, der den Fünften Koalitionskrieg zu Gunsten Frankreichs beendete.

## Handlung
Die Schlacht schildert die Geschehnisse um die Kämpfe bei Aspern und Eßling aus rein französischer Sicht. Die Handlung des Romans setzt am 16. Mai 1809 ein und endet am 30. Mai, umfasst also auch die Tage vor und nach der Schlacht. Das Buch ist in sieben Kapitel und einen Anhang gegliedert. Die ersten beiden Kapitel schildern die Vorbereitungen auf die Schlacht, die Kapitel drei bis sechs die Kämpfe und das letzte Kapitel die Tage danach. Als zentrale Figur dient Patrick Rambaud dabei der Oberst Louis-François Lejeune, bei dem es sich um eine authentische historische Person handelt. Lejeune ist Verbindungsoffizier im Generalstab, somit viel zwischen den einzelnen Orten des Geschehens unterwegs und verzahnt die einzelnen Handlungsebenen miteinander. Im Anhang schildert Rambaud, wie er die Idee zu dem Roman hatte (er griff eine Idee von Honoré de Balzac auf), welche Quellen er benutzt hat und was aus einigen, in dem Roman verarbeiteten historischen Personen geworden ist.

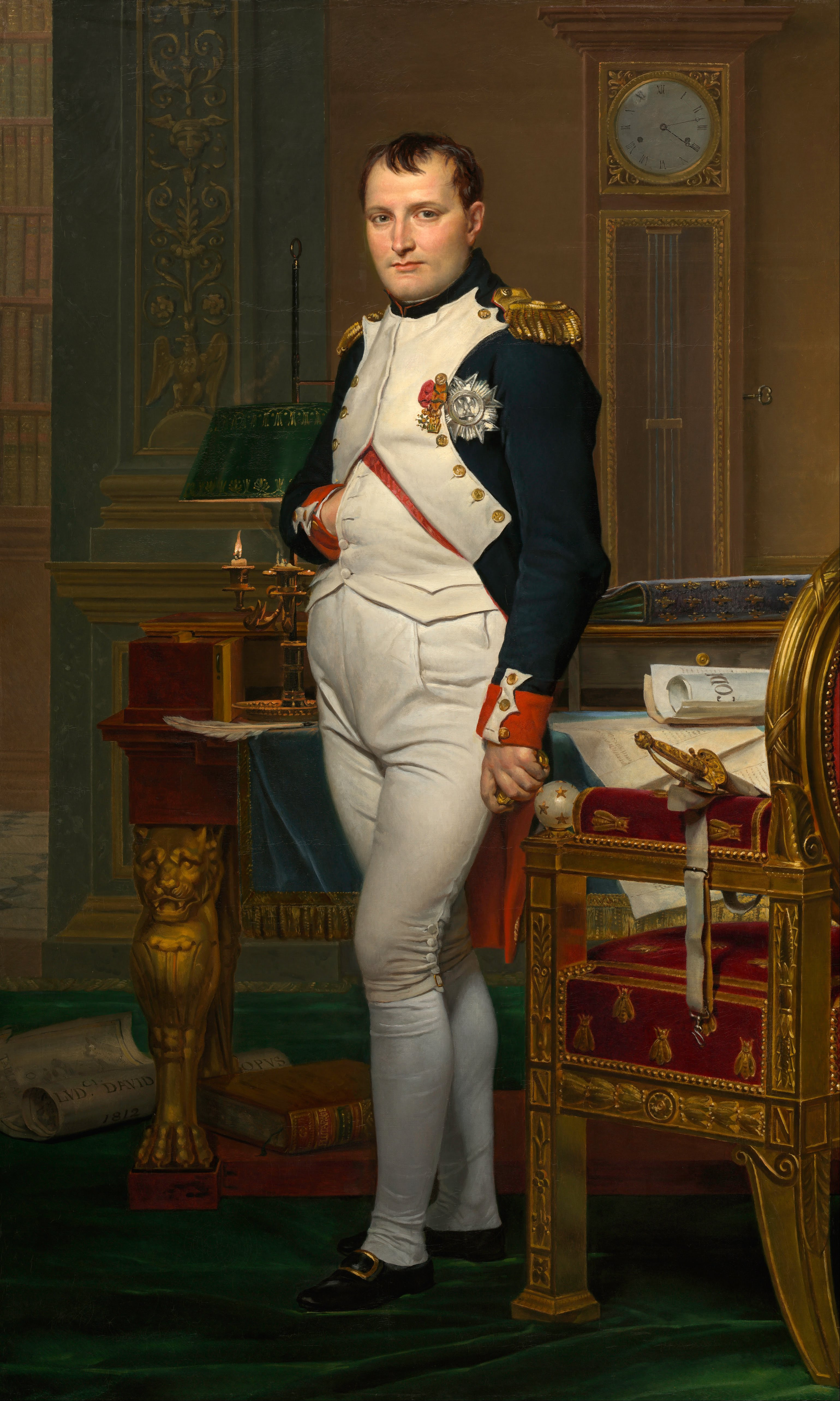
Napoléon Bonaparte auf einem Gemälde von Jacques-Louis David aus dem Jahr 1812.

### Erstes Kapitel: Wien 1809
Der Roman beginnt damit, dass der französische Kaiser Napoléon Bonaparte am 16. Mai 1809 gemeinsam mit seinem Generalstabschef, Marschall Louis-Alexandre Berthier, an der Donau unterhalb von Wien die Stelle auswählt, an der sie mit ihren Truppen den Strom überqueren wollen. Napoléon ordnet an, innerhalb von vier Tagen zwei Pontonbrücken über den Hauptstrom der Donau zur Insel Lobau und von dort über einen Nebenarm zum linken Flussufer zu errichten. Berthier schickt daraufhin einen seiner Adjutanten, den Oberst Louis-François Lejeune, zu Marschall André Masséna, um alles Weitere zu veranlassen. Lejeune informiert Masséna, der sein Quartier in einem Sommerschloss in einem Wiener Vorort bezogen hat, über die Befehle Napoléons. Masséna wiederum schickt Lejeune ins Hauptquartier nach Schloss Schönbrunn zum Chef der Intendantur, Pierre Daru, um ihn mit der Beschaffung des Materials für den Brückenbau zu beauftragen.
Nachdem Lejeune mit Daru gesprochen hat, trifft er im Schloss seinen alten Freund Henri Beyle, der als Militärbeamter der Intendantur an dem Feldzug teilnimmt und Jahre später unter dem Pseudonym Stendal als Schriftsteller berühmt wird. Lejeune und Beyle beschließen nach Wien zu reiten, wo sich Lejeune mit seinem Freund Edmond de Périgord in einem beschlagnahmten Bürgerhaus einquartiert hat. Dort angekommen stellen sie fest, dass französische Kürassiere gerade das Haus plündern. Lejeune prügelt die Plünderer wütend aus dem Haus hinaus, wobei er mit einem Soldaten namens Fayolle besonders aneinandergerät.
Lejeune reagierte auch deshalb so wütend, weil er sich um die Sicherheit der 17-jährigen, ältesten Tochter der Familie, Anna Krauss, sorgte. Sie ist allein mit ihren jüngeren Schwestern und einer Gouvernante in Wien zurückgeblieben, und Lejeune hat sich in den wenigen Tagen seines bisherigen Aufenthalts in Wien in die junge Frau verliebt. Auch Beyle, der auf Wunsch von Lejeune ebenfalls in das Haus zieht, verliebt sich augenblicklich in sie. Während Lejeune nach Schloss Schönbrunn zurückkehrt, schauen sich Beyle und Périgord am Abend das von französischen Soldaten wimmelnde Wien an, wobei sie auch kurz dem Füsilier Vincent Paradis begegnen. Unterdessen teilt Napoléon in Schönbrunn Berthier und Lejeune seinen Schlachtplan mit und befiehlt, die Insel Lobau noch vor Fertigstellung der Pontonbrücken zu besetzen.

### Zweites Kapitel: Wovon Soldaten träumen
Die Insel wird zwei Tage später durch eine Vorhut besetzt, zu der auch der Füsilier Paradis gehört. Weitere zwei Tage später, am 20. Mai 1809, überquert Marschall Masséna mit seinen Truppen die erste Pontonbrücke über den Hauptstrom der Donau zur Insel Lobau. Dort trifft Paradis auf Oberst Lejeune, der ihn vorübergehend als Aufklärer unter seinen direkten Befehl stellt und mitnimmt. Anschließend verhört Lejeune, der aus dem Elsass stammt und deutsch spricht, einige gefangene österreichische Soldaten.
Unterdessen haben die französischen Pioniersoldaten auch die zweite Pontonbrücke von der Insel zum linken Donauufer fertiggestellt und die ersten Truppen werden nach dort verlegt – unter ihnen der Kürassier Fayolle. Dieser ist auch Teil der berittenen Vorhut, die zuerst Aspern und dann Eßling erkundet. Beide Dörfer sind fast menschenleer, allerdings stoßen Fayolle und sein Kamerad Pacotte im Obergeschoss eines Hauses in Eßling auf eine junge Frau und einen Mann, der sie mit einem Messer angreift. Fayolle tötet den Mann mit seinem Säbel und wirft die Leiche demonstrativ aus dem Fenster auf die Straße, als sein General Espagne und weitere Truppen eintreffen. Anschließend fesseln und knebeln sie heimlich die Frau, mit der Absicht sie bei späterer Gelegenheit zu vergewaltigen, wenn keine Offiziere in der Nähe sind.
Auch Lejeune hat mit gemeinsam mit Paradis zu Pferd die Umgebung erkundet und erstattet nun Masséna Bericht, der sich wiederum in Eßling umgesehen hat. Dort war ihm ein massives Speichergebäude aufgefallen, in dem man sich gut verschanzen kann. Masséna schickt Lejeune mit Informationen über den Speicher zum Generalstab auf die Insel Lobau, wo sich auch Napoléon und einige hochrangige Offiziere für die Nacht eingerichtet haben. Lejeune, sein Freund Edmond de Périgord und Paradis verbringen die Nacht ebenfalls auf der Insel. Fayolle und Pacotte dagegen kehren im Schutz der Dunkelheit in das Haus in Eßling zurück, in dem sie die junge Frau gefesselt zurückgelassen haben. Sie finden sie tot vor (offenbar ist die Frau an dem Knebel erstickt), was Fayolle aber nicht daran hindert, sich an dem Körper zu vergehen. Angewidert verlässt Pacotte das Haus allein und wird auf der Straße von Soldaten eines österreichischen Spähtrupps überrascht und getötet.
Unterdessen kann der Militärbeamte Henri Beyle, der an Syphilis leidet, dank eines ärztlichen Attests in Wien bleiben. Am Nachmittag trifft er sich am Prater mit seiner Geliebten, der französischen Schauspielerin Valentina, die ihm aus Paris gefolgt ist. Beyle ist ihrer (nicht zuletzt durch die Begegnung mit Anna Krauss) überdrüssig geworden und will mit ihr brechen, bringt dies aber nicht fertig. Nachdem sie sich wieder getrennt haben, kehrt er in sein Quartier im Kraussschen Haus zurück und lernt dort einen neuen Mieter kennen – den mysteriös wirkenden Deutschen Friedrich Staps aus Erfurt, der unbedingt Napoléon treffen will.

### Drittes Kapitel: Der erste Tag
Am Morgen des ersten Tages der zweitägigen Schlacht, dem 21. Mai 1809, gibt Napoléon die letzten Befehle für die französische Schlachtaufstellung. Marschall Masséna bekommt mit seinen Truppen den linken Flügel in Aspern zugewiesen und Marschall Jean Lannes den rechten Flügel mit Eßling. Im Zentrum zwischen beiden Dörfern befehligt Marschall Jean-Baptiste Bessières die Kürassiere und die leichte Kavallerie.
Unterdessen beobachten Oberst Lejeune und der Füsilier Paradis auf der Insel Lobau, wie weitere Truppen über die beiden Pontonbrücken die Donau überqueren – darunter auch Einheiten der Kaiserlichen Garde. Lejeune muss seinen Aufklärer Paradis schweren Herzens wieder in dessen ursprüngliches Regiment zurückschicken, wo die Gefahr verwundet oder getötet zu werden deutlich größer ist als im Generalstab. Kurz darauf bricht die größere der beiden Behelfsbrücken, nachdem es den Österreichern gelungen war, sie mit Hilfe von mit Steinen beladenen Kähnen zu beschädigen. Die französischen Truppen bei Aspern und Eßling sind somit von Nachschub und Verstärkung abgeschnitten.
Während Lejeune die Reparatur der Brücke in die Wege leitet, beginnt die Schlacht. Die österreichischen Truppen unter Erzherzog Karl greifen die französischen Stellungen an, wobei der Schwerpunkt der Angriffe zunächst bei Aspern liegt. Vor dem Dorf erlebt der Füsilier Paradis nahe dem Donauufer seine ersten Schusswechsel. Nach einem Überraschungsangriff österreichischer Husaren muss sich seine bereits stark dezimierte Kompanie nach Aspern zurückziehen. Marschall Masséna erkennt von seinem Beobachtungsposten im Kirchturm von Aspern aus, dass die Österreicher versuchen, nahe der Donau nach Aspern durchzubrechen, um die französischen Truppen von hinten zu umfassen. Er lässt die Österreicher daher mit Kanonen beschießen, woraufhin diese wiederum Aspern unter Beschuss nehmen und in Brand setzen. Außerdem befiehlt Masséna trotz deutlicher zahlenmäßiger Unterlegenheit mehrere Gegenangriffe, um den österreichischen Aufmarsch in Unordnung zu bringen und zu verzögern. Vorher lässt er an seine Soldaten Wein ausgeben, weil sie im angetrunkenen Zustand weniger Angst und Hemmungen haben.
Im nahe gelegenen Wien beobachten unterdessen zahlreiche Schaulustige von Dächern, Türmen und der alten Stadtmauer das Geschehen östlich der Stadt. Auch Henri Beyle hat sich mit Anna Krauss und deren Schwestern einen Aussichtspunkt gesucht. Er ärgert sich, als er dort zufällig seine Geliebte Valentina und einige ihrer Schauspieler-Kollegen trifft. Unterdessen hat sich Friedrich Staps in einer Eisenwarenhandlung ein großes Küchenmesser gekauft. Später beobachtet Beyle, wie Staps im Kraussschen Haus in seiner Kammer am Boden kniet und mit dem Messer in der Hand betet.
Napoléon hat sich inzwischen vor Eßling ein Bild von der Lage gemacht (wobei er fast von einer Kanonenkugel getötet worden wäre). Während Marschall Massénas Truppen am linken Flügel in Aspern immer mehr ins Hintertreffen geraten, gelingt es den Einheiten von Marschall Lannes am rechten Flügel bei Eßling ihre Positionen zu halten. Zurück im Quartier des Generalstabs auf die Insel Lobau wird Napoléon gemeldet, dass die Österreicher durch die Konzentration ihrer Angriffe auf Aspern und Eßling ihre Truppen im Zentrum zwischen beiden Dörfern ausdünnen. Der französische Kaiser befiehlt daher Marschall Bessières einen überraschenden Entlastungsangriff in der Mitte, um österreichische Artillerie-Stellungen auszuschalten und Kanonen zu erbeuten. An den Kavallerie-Angriffen bei Aspern und Eßling nimmt auch der Kürassier Fayolle teil. Bei den zahllosen Angriffen gegen die österreichische Artillerie und bei Reitergefechten mit Ulanen entgeht er mehrfach nur knapp dem Tod und muss mit ansehen, wie viele seiner Kameraden fallen – darunter auch sein General Espagne.
Bei Aspern erlebt der Füsilier Paradis nach der Ausgabe des Weins die Schusswechsel und Bajonett-Angriffe gegen österreichische Stellungen nur wie in Trance. Auch er schwebt in ständiger Todesgefahr und muss den Tod zahlreicher Kameraden mit ansehen. Schließlich sinkt auch Paradis, nachdem eine Kanonenkugel in seiner unmittelbaren Nähe eingeschlagen ist, betäubt und blutüberströmt nieder. Die Soldaten Marschall Massénas müssen der österreichischen Übermacht immer mehr zurückweichen und sich als letzte Zuflucht hinter der Friedhofsmauer und in der Kirche in Aspern verschanzen. Dort beobachtet Oberst Lejeune, der vom Generalstab neue Befehle überbracht hat und nun in Aspern mit eingeschlossen ist, den besonderen Mut des Marschalls bei der Verteidigung der Kirche. Mit Einbruch der Dunkelheit gelingt es dann Lejeune, Masséna und seinen überlebenden Soldaten, aus Aspern zu entkommen.

### Viertes Kapitel: Die erste Nacht
Mit Anbruch der ersten Nacht wird die Schlacht unterbrochen. Die französischen Soldaten sind erschöpft, tausende tödlich verwundet oder bereits gestorben. Hunderte Verletzte werden in ein notdürftig errichtetes Feldlazarett auf der Insel Lobau gebracht, das vom Chirurgen Doktor Percy und einigen Helfern betrieben wird. Dorthin gelangt auch der Füsilier Paradis, der körperlich völlig unversehrt ist und nur durch Blut und Fleischfetzen getöteter Kameraden entstellt aussah. Allerdings ist Paradis nach den erlebten Gräuel schwer traumatisiert. Percy beschließt deshalb, den kräftigen jungen Mann als Gehilfen zu behalten, um ihm weitere Kampfeinsätze zu ersparen.
Der Kürassier Fayolle hat den ersten Tag der Schlacht ebenfalls körperlich unverletzt überstanden, doch plagen ihn in der Dunkelheit grausame Erinnerungen an die Kämpfe, den Tod vieler Kameraden und seines Generals. Am meisten plagt ihn allerdings der Gedanke an die von ihm getötete und missbrauchte junge Frau in Eßling. Von einem nicht zu bändigenden inneren Drang getrieben macht sich Fayolle vorbei an französischen und österreichischen Vorposten auf den Weg nach Eßling. Vor dem Haus, in dem er sein Opfer zurückgelassen hat, bleibt er dann aber wie gebannt stehen, ohne es zu betreten.
Auch im Generalstab auf der Insel Lobau können nur wenige schlafen. Oberst Lejeune nutzt die Zeit, um einen Liebesbrief an Anna Krauss zu schreiben. Unterdessen gibt Kaiser Napoléon den Schlachtplan für den zweiten Tag der Kämpfe aus: Auf dem linken Flügel soll Marschall Masséna mit frischen Truppen Aspern zurückerobern, auf dem rechten Flügel soll Eßling nur verteidigt werden. In der Ebene zwischen beiden Dörfern sollen die Marschälle Lannes und Bessières dagegen mit ihren Einheiten das Zentrum der österreichischen Armee zerschlagen und die Flügel des Gegners aufrollen. Passend zu diesen Plänen kommt die Nachricht, dass die große Behelfsbrücke über den Hauptstrom der Donau wieder hergestellt ist, die für den Angriff dringend benötigten Verstärkungen an Soldaten und Material also herbeigebracht werden können. Als Napoléon sein Pferd besteigt, um den Vorbeimarsch der neuen Truppen abzunehmen, wird er nur knapp von der Kugel eines österreichischen Heckenschützen verfehlt.

### Fünftes Kapitel: Der zweite Tag
Mit Anbruch des zweiten Tages der Schlacht, dem 22. Mai 1809, gibt Marschall Masséna den Befehl, Aspern zurückzuerobern. Er hofft, die Österreicher im Morgennebel überraschen zu können, doch stoßen seine Einheiten auf wohl vorbereiteten Widerstand. Erst nachdem frische französischen Truppen auf dem Schlachtfeld eintreffen, gelingt es Massénas Soldaten nach blutigen Kämpfen das Dorf und die weitgehend zerstörte Kirche zu besetzen. Kurz darauf beginnt unter der persönlichen Führung der Marschälle Lannes und Bessières der Hauptangriff im Zentrum, und sie können auch hier die Österreicher rasch in die Defensive drängen. Aus Sicht Lannes’ scheint der Schlachtplan Napoléons aufzugehen und der Sieg in greifbarer Nähe.
Unterdessen befindet sich Oberst Lejeune an der großen Pontonbrücke über die Donau, um die französischen Verstärkungstruppen zur Eile anzutreiben. Außerdem schickt er seinen Ordonnanzoffizier mit dem Auftrag über die schwankende Brücke, seinen in der Nacht geschriebenen Liebesbrief zu Anna Krauss nach Wien zu bringen. Kaum ist die Ordonnanz (froh über diese leichte Aufgabe weit weg vom Kampfgeschehen) verschwunden, muss Lejeune mit ansehen, wie die Österreicher eine mit Pech bestrichene und mit Booten schwimmfähig gemachte Wassermühle in Brand setzen und die Donau hinabtreiben lassen. Die französischen Brückenpioniere können das brennende Ungetüm nicht aufhalten und die Brücke über den Hauptstrom der Donau wird wieder zerstört. Somit sind Napoléons Truppen bei Aspern und Eßling erneut von Nachschub und Verstärkung abgeschnitten.
Napoléon erkennt wütend, dass er die für ihn zurzeit günstig verlaufende Schlacht nicht fortsetzen kann und befiehlt zornig, die Offensive abzubrechen. Um eine völlige Niederlage gegen die zahlenmäßig überlegenen Österreicher zu verhindern, müssen sich seine Truppen in Aspern und Eßling verschanzen, um einen geordneten Rückzug in der nächsten Nacht auf die Donauinsel Lobau vorzubereiten. Allerdings müssen die französischen Einheiten hierfür bis zum nächsten Sonnenuntergang durchhalten, also etwa zehn Stunden. Lejeune überbringt Lannes den Befehl, sich nach Eßling zurückzuziehen – auch der Marschall, der seinen Sieg schon sicher glaubte, tobt vor Wut.
In Wien will Friedrich Staps, der die Nacht außer Haus verbracht hat, am Morgen mit einem Freund in sein Quartier im Haus der Familie Krauss gehen. Der Freund erkennt jedoch, dass das Haus von der Polizei observiert wird und beide gehen unauffällig weiter. Es wird deutlich, dass Staps ein Attentat auf Napoléon plant. Staps beschließt, unterzutauchen und nimmt das Angebot seines Freundes an, ihn zu verstecken. Inzwischen hat Lejeunes Ordonnanz den Brief an Anna Krauss übergeben und berichtet ihr und Henri Beyle über den bisherigen Verlauf der Schlacht. Da er jedoch noch nichts von der erneuten Zerstörung der Behelfsbrücke weiß, geht er von einem nahenden französischen Sieg aus.
Der Füsilier Paradis verbringt die ersten Stunden des neuen Tages damit, als neuer Gehilfe von Feldchirurg Doktor Percy gemeinsam mit anderen Sanitätern das Schlachtfeld nach weiteren Verwundeten abzusuchen. Diejenigen, denen man noch Überlebenschancen einräumt, werden auf einen Holzkarren geladen und ins Feldlazarett auf der Donauinsel Lobau gebracht. Anschließend hilft er mit, Pferdekadaver einzusammeln, um daraus Fleisch für die Feldküche zu gewinnen. Paradis macht seine neue grausige Arbeit mit einem gewissen Stolz: Anstatt Menschen zu töten, kann er hier helfen, zumindest einige vor dem Tod zu bewahren.
Währenddessen hindert der Kürassier Fayolle einen Kameraden daran, sich das Leben zu nehmen. Diesem wird notdürftig die verletzte Hand verbunden und bei der nächsten Kavallerieattacke auf österreichische Artillerie-Stellungen von einer Kanonenkugel der Kopf abgerissen. Fayolle, der dies mit ansehen muss und dessen Pferd ein Bein abgerissen wird, lässt sich erschöpft in ein Getreidefeld fallen und schläft ein.
Den französischen Soldaten geht immer mehr die Munition aus, weil es kaum gelingt, über die Donau Nachschub mit Booten heranzuschaffen. Die Truppen geraten im Laufe des Tages an allen Abschnitten immer mehr in Bedrängnis. Napoléon befiehlt daher, jetzt auch die Reserven einzusetzen – darunter Einheiten seiner Kaiserlichen Garde. Die Kämpfe konzentrieren sich inzwischen auf Eßling, wo sich die Franzosen vor den zahlenmäßig überlegenen Österreichern in einem massiven Speichergebäude verschanzen müssen. Erst durch einen Gegenangriff von Napoléons Garde gelingt es, die Österreicher wieder aus Eßling zurückzudrängen. Anschließend schneiden Gardesoldaten rund 700 gefangenen Ungarn die Kehlen durch, mit der Begründung man könne sich nicht mit Gefangenen belasten.
Am Rand der Ebene zwischen Aspern und Eßling wird Marschall Lannes durch eine Kanonenkugel verletzt, die von einer Mauer abprallt und ihm das linke Knie zerschmettert. Im (relativ gut ausgestatteten) Feldlazarett der Kaiserlichen Garde auf der Insel Lobau beschließen drei Ärzte, Lannes’ Bein trotz unzureichender hygienischer Bedingungen und trotz der Gefahr eines Wundbrandes zu amputieren. Unterdessen werden weitere Einheiten der Kaiserlichen Garde in die Schlacht geschickt, um einen halbwegs geordneten Rückzug der anderen Truppen zu ermöglichen. Mit Einbruch der Dunkelheit enden die Kämpfe. Am Abend besucht Napoléon das Bett des inzwischen im Sterben liegenden Lannes.

### Sechstes Kapitel: Die zweite Nacht
Nach Ende des zweiten Tages der Schlacht hadert Napoléon im Quartier des Generalstabs auf die Insel Lobau mit dem Schicksal. Weniger als der Tod zehntausender Soldaten deprimiert ihn aber die tödliche Verletzung seines Freundes und langjährigen Weggefährten Marschall Lannes sowie die militärische Niederlage. Für die verlorene Schlacht macht er allerdings nicht seine eigenen Fehlentscheidungen verantwortlich, wie den überhasteten Bau der entsprechend instabilen Behelfsbrücken über die Donau innerhalb von nur vier Tagen oder den übereilten Angriff auf die österreichischen Truppen ohne das Eintreffen der eingeplanten Verstärkungen abzuwarten. Vielmehr führt Napoléon seine Niederlage auf das Unverständnis seines Generalstabs und auf den feindlichen General Donau zurück. Marschall Masséna gelingt es, den Kaiser wieder aufzumuntern und beide beschließen den geordneten Rückzug auf die Insel Lobau einzuleiten.
Unterdessen erwacht der Kürassier Fayolle auf dem Schlachtfeld zwischen Aspern und Eßling wieder. Er ist unverletzt, aber erschöpft und deprimiert – und er muss erneut an die von ihm in Eßling getötete und missbrauchte junge Frau denken. Er richtet sich erst auf, als einige französische Sanitäter (unter ihnen der Füsilier Paradis) mit einem Holzkarren vorbeikommen, um liegen gebliebene und noch brauchbare Ausrüstungsgegenstände und Waffen aufzusammeln. Wenige Meter entfernt finden sie einen gefallenen Kürassier-Hauptmann, und Fayolle nimmt dessen Pistole an sich. Er folgt den Sanitätern bis nach Eßling und trennt sich dann von ihnen. Bei einem toten Husaren findet er einen Beutel mit Pulver und Kugeln. So ausgerüstet geht Fayolle schließlich in das halb zerstörte Haus, in dem er die junge Frau zurückgelassen hatte. Ihr Leichnam ist nicht mehr dort, und der Kürassier schießt sich eine Kugel in die Schläfe.
In Wien beobachtet Henri Beyle in der Nacht, wie Anna Krauss, deren Schwestern und die Gouvernante heimlich das Haus verlassen und mit einer Kutsche abreisen. Beyle erfährt, dass die 17-Jährige zu ihrem Geliebten aufgebrochen ist – einem österreichischen Offizier im Generalstab von Erzherzogs Karl. Er nimmt enttäuscht zur Kenntnis, dass Anna Krauss gegenüber ihm und Oberst Lejeune, der der jungen Frau den Hof gemacht hatte, nicht aufrichtig gewesen war. Plötzlich beginnen mitten in der Nacht die Glocken des Stephansdoms und anderer Kirchen in Wien zu läuten. Unter den Bewohnern der österreichischen Hauptstadt laufen die Gerüchte um, dass die Franzosen geschlagen seien und (fälschlich) dass Napoléon gefangen oder sogar getötet worden sei.
Inzwischen ist Marschall Lannes im Feldlazarett auf der Donauinsel Lobau ins Delirium gefallen. Er fantasiert, dass er immer noch in der Schlacht sei und redet zusammenhanglose Dinge. Kaiser Napoléon gibt derweil die letzten Befehle für den französischen Rückzug auf die Insel und lässt sich mit einem Boot auf das rechte Donauufer übersetzen. Er erreicht noch in der Nacht wohlbehalten Schloss Schönbrunn. Oberst Lejeune bringt die Befehle zu Marschall Masséna, wobei er in stockdunkler Nacht bei Aspern nur knapp einem österreichischen Posten entkommt und beinahe auch von eigenen Soldaten niedergestreckt wird. Mit Anbruch des Morgens beobachtet der Füsilier Paradis, wie sich die letzten verbliebenen französischen Truppen über die kleinere Pontonbrücke vom linken Donauufer auf die Insel Lobau zurückziehen. Anschließend wird diese Brücke abgebrochen, um mit dem so gewonnenen Baumaterial die größere zum rechten Donauufer zu reparieren und den Rückzug zu vollenden.

### Siebtes Kapitel: Nach dem Blutbad
Da Oberst Lejeune die Reparatur der Behelfsbrücke überwachen muss, kann er erst zwei Tage später zum Kraussschen Haus nach Wien reiten. Maßlos enttäuscht und wütend über die heimliche Abreise von Anna Krauss verwüstet er deren Zimmer und verfällt danach in tagelange Apathie. Um seinen Liebeskummer zu lindern überreden ihn Henri Beyle und ein weiterer Freund, gemeinsam in den nahegelegenen Kurort Baden bei Wien zu reisen. Nach ihrer Rückkehr einige Tage später macht Beyle den Oberst bei einem Theaterbesuch in Wien mit Valentina bekannt und beide finden rasch Gefallen aneinander.
Kaiser Napoléon Bonaparte setzt inzwischen alles daran, seine Niederlage bei Aspern und Eßling wieder wettzumachen. Er lässt weitere Truppen aus Italien heranführen und Vorbereitungen für eine neue Offensive gegen die österreichischen Truppen am linken Donauufer treffen. Hierzu gehören der Bau einer soliden Brücke bei der Insel Lobau und ein befestigter Vorposten auf derselben. Außerdem zeigt er sich bei einer Parade seiner Kaiserlichen Garde bei Schloss Schönbrunn der Bevölkerung, um diese zu beeindrucken und zugleich die Moral seiner Soldaten wieder zu heben. Am Rande der Parade wird Friedrich Staps festgenommen, als er versucht zu Napoléon vorzudringen und bei ihm ein Messer entdeckt wird.
Beim anschließenden Verhör, das Napoléon persönlich vornimmt, bekennt Staps freimütig, dass er den französischen Kaiser töten wollte, weil er Deutschland ins Unglück gestürzt habe. Napoléon lässt den jungen Mann durch seinen Leibarzt untersuchen, der keine Anzeichen einer geistigen Erkrankung entdecken kann. Der Kaiser bietet Staps daraufhin eine Begnadigung an, wenn er verspricht, sein Vorhaben aufzugeben und nach Hause zurückzukehren. Als Staps jedoch betont, dass er im Fall seiner Freilassung ein weiteres Attentat versuchen würde, gibt Napoléon den Befehl ihn abzuführen, was einem Todesurteil gleichkommt.
Daneben besucht Napoléon jeden Tag seinen immer noch mit dem Tode ringenden Marschall Lannes, der inzwischen in ein besseres Quartier gebracht wurde, aber dem auch noch das zweite Bein amputiert werden musste. Lannes erkennt den Kaiser inzwischen nicht mehr und redet fast nur noch wirre Dinge. Am 30. Mai 1809 schließlich, bei einem Besuch Napoléons auf der inzwischen befestigten Insel Lobau, wird ihm der Tod Lannes’ gemeldet. In einem Gespräch mit Marschall Masséna kündigt der Kaiser an, dass er bald wieder gegen die Österreicher vorrücken und sie in einer Schlacht bei Wagram besiegen wolle.

## Hauptthemen
Durch Patrick Rambauds Roman Die Schlacht ziehen sich zwei Hauptthemen, nämlich wie Männer zum einen mit Frauen und wie sie zum anderen mit Gewalt umgehen. Anhand der verschiedenen Akteure beschreibt Rambaud exemplarisch unterschiedliche männliche Verhaltensmuster, wobei er zum Teil auch gegensätzliche Muster gegenüberstellt.
Dies wird bei den beiden einfachen Soldaten, dem Füsilier Vincent Paradis und dem Kürassier Fayolle, besonders deutlich. Paradis (der Name wurde von Rambaud offensichtlich mit Bedacht gewählt) ist der (auch sexuell) unschuldige Junge vom Lande. Er wird angesichts der Gewalt fast wahnsinnig, doch übersteht er alle Kämpfe letztlich unbeschadet. Fayolle ist dagegen ein rücksichtsloser Großstadt-Prolet. Er kennt Frauen nur als Prostituierte oder Kriegsbeute – und zerbricht letztlich an seinem lieblosen Leben und der sinnlosen Gewalt, die ihn umgibt und die er selbst begeht.
Selbst für Kaiser Napoléon Bonaparte sind in dem Roman Frauen und Gewalt nur Mittel, die ihm bei Bedarf zu ihrem jeweiligen Zweck zu dienen haben. Als Machtmenschen ist es für ihn völlig selbstverständlich, Befehle zu geben und ausgeführt zu sehen – egal, ob er zehntausende Männer an die Front befiehlt oder eine junge Witwe, die ihm bei einer Parade mit ihrer schwarzen Trauerkleidung in der bunten Menschenmenge aufgefallen war, in sein Schlafgemach. Als Napoléon nach verlorener Schlacht durch ein Feldlager verwundeter Soldaten gehen muss, blendet er jedoch das Elend um sich herum aus.
Oberst Louis-François Lejeune wird in dem Roman zwar als vollendeter Kavalier dargestellt, der die von ihm angebetete 17-jährige Wienerin Anna Krauss ohne ihr zu nahe zu treten galant umwirbt. Die Gräuel der Schlacht verschönert er sich mit Gedanken an sie und er findet sogar Zeit und Muße ihr einen Liebesbrief zu schreiben. Doch als er nach überstandener Schlacht in ihr Haus zurückkehrt (jetzt vielleicht weniger Unnahbarkeit erwartend) und sie nicht vorfindet, schlägt sein Verhalten in Gewalt um. Er bekommt einen Tobsuchtsanfall und verwüstet Annas Zimmer. Doch schon wenige Tage später hat er diese emotionale Niederlage verwunden und tröstet sich mit einer anderen.

## Bewertung
Der deutsche Verlag beschreibt das Buch als „historischer Roman über den Irrsinn des Krieges“. Jedoch handelt es sich trotz der wirklichkeitsnahen Schilderung des Kampfgeschehens um keinen Anti-Kriegsroman. Patrick Rambaud schildert die Ereignisse durchgängig wie ein neutraler Beobachter in der 3. Person, wodurch für den Leser stets eine gewisse Distanz zum Geschehen bestehen bleibt. Außerdem stellt er den eigentlichen Sinn und letztlichen Erfolg von Napoléons Feldzug in Österreich nicht wirklich in Frage. Stattdessen endet das Buch sogar mit einem Ausblick auf die kommende siegreiche Schlacht bei Wagram, sodass der Roman ein (aus französischer Sicht) optimistisches Ende hat.

## Pressekritiken
Der Roman Die Schlacht wurde in der deutschsprachigen Presse intensiv rezensiert. Hier einige Beispiele:
- Die Frankfurter Allgemeine Zeitung meinte, dass in dem Roman „Gewalt ihren Charme verliert, ein schrecklicher Automatismus sich bildet und menschliche Marionetten, mit der Sinnlosigkeit ihres Einsatzes allein gelassen, zu gefühllosen Kampfmaschinen degenerieren“.
- Die Neue Zürcher Zeitung bewertete Die Schlacht als einen „fesselnden, teilweise höchst beunruhigenden Roman“.
- Die Süddeutsche Zeitung kritisierte den Roman dagegen als „auf elegante Weise unfreiwillig grotesk“.

## Auszeichnungen
- 1997 Prix Goncourt der Académie Goncourt
- 1997 Grand Prix du Roman der Académie française